# Deusi
Deusi è una frazione del comune di Villa Minozzo. Lo si incontra risalendo la strada vecchia che parte di fronte al borgo di Governara e si trova a sud, lungo le propaggini occidentali del Monte Penna.

## Storia
Borgo agricolo il cui nome è probabile che derivi dal latino "Devexus" (inclinato) di qui si passò ai termini "Devesus" poi "Devesi" e ora "Deusi". La collocazione del paese è dovuta alla particolare fertilità del terreno che prometteva buoni pascoli e una buona resa nei raccolti. Storicamente in un prospetto del 1615 il borgo era costituito da 13 famiglie con 65 abitanti che nel 1788 scesero a 57.Le prime famiglie che abitarono questi luoghi transumavano tutti gli anni verso la Toscana nel periodo precedente l'inverno per poi tornare in primavera nel luogo originale.

## Territorio
Percorrendo la parte bassa del paese si trova un bel portale in arenaria con stemma di famiglia, mentre più in alto troviamo un edificio a pianta rettangolare ottocentesco, sorretto da colonnine in pietra. Deusi fu una delle patrie locali di calzolai, muratori e falegnami, dei quali si possono ancora rinvenire estrose attrezzature. 
In base ai racconti che ancora girano tra gli abitanti, un giorno cadde dal Monte Penna una slavina, per cui il paese fu trascinato verso il fiume Secchiello: si formò così un lago e una immensa gora detta ancora oggi "La Gora"; il paese fu prontamente ricostruito.